# 타임코드
타임코드(timecode) 또는 시간 부호는 시간 동기화 시스템에 의해 일정한 간격으로 생성되는 일련의 숫자 코드이다.

## 비디오 및 영화의 타임코드
비디오 제작과 영화 제작에서 SMPTE 타임코드가 동기화 및 녹화된 미디어의 물질 로깅 및 식별을 위해 널리 사용된다. 영화 제작이나 비디오 제작 촬영 중에 카메라 조수는 일반적으로 촬영분의 시작 및 마지막 타임코드를 기록하며 생성된 데이터는 촬영분의 참조를 위해 편집 부서로 전달된다.
슛 로깅 프로세스는 전통적으로 펜과 종이를 사용하여 수작업으로 처리되지만 현재는 카메라나 타임 코드 발생기와 연결된 노트북 컴퓨터에서 구동되는 슛 로깅 소프트웨어를 사용하여 처리한다.
SMPTE 계열의 타임코드는 영화, 비디오, 오디오 제작에 거의 공통적으로 사용되며 다음을 포함하여 각기 다른 포맷으로 인코딩이 가능하다:
- 리니어 타임코드(LTC): 별개의 오디오 트랙에서
- 수직 귀선 기간 시간 부호(VITC): 비디오 트랙의 수직 귀선 기간에서
- AES-EBU 임베디드 타임코드: 디지털 오디오에 사용
- 번트인 타임코드(Burnt-in timecode): 비디오에서 사람이 읽을 수 있는 형태
- CTL 타임코드 (컨트롤 트랙)
- MIDI 타임코드

## 기타 타임 코드 포맷
타임 코드에서 영상 및 오디오 제작 외 목적으로는 다음을 포함한다:
- Inter-range instrumentation group time codes(IRIG): 군사, 정부, 상업 목적으로 사용된다.
- DTS 타임 코드: 프로젝터에서 CD 기반 DTS 오디오 트랙으로의 광학 DTS 타임코드 트랙을 동기화하기 위해 사용된다.

## 같이 보기
- 이진화 십진법
- GPS
- 네트워크 타임 프로토콜
- 시보
- 타임스탬프

## 참고 문헌
- John Ratcliff (1999). 《Timecode: A user's guide, second edition》 Thi판. Focal Press. ISBN 978-0-240-51539-7.
- Charles Poynton (1996). 《A Technical Introduction to Digital Video》. John Wiley & Sons. ISBN 0-471-12253-X.